# NGC 7611
NGC 7611 (również PGC 71083 lub UGC 12509) – galaktyka soczewkowata znajdująca się w gwiazdozbiorze Ryb. Odkrył ją Heinrich Louis d’Arrest 21 września 1862.